# Robert Fleck
Robert William Fleck (Glasgow, 11 de agosto de 1965) é um ex-futebolista escocês.

## Carreira
Robert Fleck competiu na Copa do Mundo FIFA de 1990, sediada na Itália, na qual a seleção de seu país terminou na 18º colocação dentre os 24 participantes.